# Maria Rafailidou
Maria Rafailidou (griechisch Μαρία Ραφαηλίδου; * 29. Januar 2007 in Thessaloniki) ist eine griechische Leichtathletin, die sich auf das Kugelstoßen spezialisiert hat und auch im Diskuswurf an den Start geht.

## Sportliche Laufbahn
Erste internationale Erfahrungen sammelte Maria Rafailidou beim Europäischen Olympischen Jugendfestival (EYOF) 2022 in Banská Bystrica, bei dem sie mit einer Weite von 15,26 m den vierten Platz mit der leichteren 3-kg-Kugel belegte. Im Jahr darauf gewann sie beim EYOF in Maribor mit 16,25 m die Silbermedaille im Kugelstoßen und sicherte sich im Diskusbewerb mit 47,95 m die Bronzemedaille. Anschließend siegte sie bei den U18-Balkan-Meisterschaften in Sivas mit 15,94 m im Kugelstoßen sowie mit 45,79 m auch mit dem Diskus. 2024 gewann sie bei den U20-Balkan-Hallenmeisterschaften in Belgrad mit 14,81 m die Silbermedaille und im Juli siegte sie bei den U18-Balkan-Meisterschaften in Maribor mit der Kugel mit 17,93 m und sicherte sich im Diskuswurf mit 45,31 m die Silbermedaille. Anschließend siegte sie mit 18,46 m im Kugelstoßen bei den U18-Europameisterschaften in Banská Bystrica und belegte im Diskusbewerb mit 46,73 m den siebten Platz. Daraufhin schied sie bei den U20-Weltmeisterschaften in Lima mit 14,22 m in der Qualifikationsrunde im Kugelstoßen aus. Im Jahr darauf siegte sie mit 14,68 m bei den U20-Balkan-Hallenmeisterschaften in Sofia und Ende Juni wurde sie bei der 1. Liga der Team-Europameisterschaft in Madrid mit 15,16 m 14. im Kugelstoßen. Anschließend gewann sie bei den Balkan-Meisterschaften in Volos mit 16,28 m die Silbermedaille hinter der Ukrainerin Olha Holodna und siegte mit 16,16 m bei den U20-Europameisterschaften in Tampere.
2025 wurde Rafailidou griechische Meisterin im Kugelstoßen.

## Persönliche Bestleistungen
- Kugelstoßen: 16,36 m, 3. August 2025 in Volos
- Diskuswurf: 51,22 m, 1. März 2025 in Iraklio